# 杨宇栋
杨宇栋（1968年11月16日—），辽宁绥中人，1994年5月参加工作，1987年6月加入中国共产党，北京交通大学交通学院交通运输规划与管理专业毕业，研究生学历，工学博士学位，高级工程师，现任中华全国总工会副主席、书记处书记、党组成员。中共十九大、二十大代表，中国共产党第十九届中央纪律检查委员会委员。

## 生平
1987年9月至1991年9月，在北方交通大学运输系铁路运输专业学习。1991年9月至1994年5月，为北方交通大学运输管理工程系铁路运输专业硕士研究生。1994年5月至1999年8月，任铁道部北京铁路局运输处总调度室见习生、助理工程师、调度员，综合科工程师。1999年8月至2001年8月，任铁道部北京铁路局办公室秘书科秘书，总值班室秘书、副主任。2001年8月至2001年12月，任铁道部北京铁路局北京分局丰台西站副站长。2001年12月至2003年8月，任铁道部北京铁路局北京分局丰台西站站长。2003年8月至2003年12月，任铁道部北京铁路局北京分局副分局长。2003年12月至2004年11月，任铁道部北京铁路局大同分局副分局长。2004年11月至2005年3月，任铁道部北京铁路局大秦铁路股份有限公司副总经理、党委常委。
2005年3月至2006年3月，任铁道部太原铁路局副局长、党委委员。2006年3月至2007年11月，任铁道部柳州铁路局常务副局长、党委常委。2007年11月至2007年12月，任铁道部南宁铁路局常务副局长、党委常委。2007年12月至2011年6月，任铁道部中铁快运股份有限公司董事长、总经理、党委副书记。其间，2003年9月至2009年1月在北京交通大学交通学院交通运输规划与管理专业在职研究生学习，获工学博士学位。2011年6月至2013年1月，任铁道部呼和浩特铁路局局长、党委副书记。2013年1月至2013年3月，任铁道部北京铁路局局长、党委副书记。2013年3月至2014年8月，任中国铁路总公司北京铁路局局长、党委副书记。2014年8月至2016年12月，任中国铁路总公司副总经理、党组成员。
2016年12月起，任交通运输部党组成员、副部长，国家铁路局局长。2018年12月不再担任交通运输部党组成员、副部长，国家铁路局局长，且调任中国铁路总公司董事、总经理、党组副书记。2022年7月，任中华全国总工会副主席、书记处书记。